# هدفون بذار
«هدفون بذار» (به انگلیسی: Headphones On) ترانه‌ای از خوانندهٔ آمریکایی ادیسون ری می‌باشد که در ۱۸ آوریل سال ۲۰۲۵ از سوی کلمبیا رکوردز به‌عنوان چهارمین تک‌آهنگ از نخستین آلبوم ری تحت عنوان ادیسون منتشر گردید. این ترانهٔ تریپ هاپ که تحت تأثیر سبک‌های آراندبی و نیو جک سوینگ قرار دارد، دربارهٔ این صحبت می‌کند که چگونه موسیقی برای وی راهی برای فرار از واقعیت و مقابله با مشکلات شخصی‌اش است.
این ترانه با تحسین منتقدان روبه‌رو شد و این استقبال ادامه‌ای بود بر روند موفق ری در دریافت نقدهای بسیار مثبت برای آثار جدیدش. «هدفون بذار» دومین اثر ری می‌باشد که به جدول‌های چهل ترانهٔ برتر در بریتانیا و ایرلند راه یافته و پس از «پپسی رژیمی» که در سال ۲۰۲۴ منتشر شد، دومین ترانهٔ او می‌باشد که وارد جدول بیلبورد هات ۱۰۰ شده‌است.